# Pavetta corymbosa
Pavetta corymbosa är en måreväxtart som först beskrevs av Dc., och fick sitt nu gällande namn av Frederic Newton Williams. Pavetta corymbosa ingår i släktet Pavetta och familjen måreväxter.

## Underarter
Arten delas in i följande underarter:
- P. c. corymbosa
- P. c. neglecta